# بیشاپس کستل
latitudeبیشاپس کستلlongitudeبیشاپس کستل
بیشاپس کستل (به انگلیسی: Bishop's Castle) یک شهرک در بریتانیا است که در شروپ‌شر واقع شده‌است.

## خصوصیات
بیشاپس کستل ۱٬۶۳۰ نفر جمعیت دارد.